# 雑役免
雑役免（ぞうやくめん/ぞうえきでん）とは、古代・中世の荘園及び国衙領において雑役納入を免除された名田を指す。
雑役免となる原因はいくつか挙げられる。まず、雑役免系荘園として国司から認められ、官物は国衙に納めるが、公事・雑役は荘園領主に納めたものである。次に在庁官人・郡司ら地域の有力者が国司に申請して認められた開発地は別符・別名などの名称で呼ばれたものである。本来これらは輸租田ではあるが雑役免が認められていた。後にこうした土地は雑役免としての実績を背景に寄進地系荘園として不輸の権・不入の権を獲得したり、荘園状態となった国衙領の構成単位となっていった。更に鎌倉時代になると、雑役免の領主が地頭化して耕作民を在家と呼んで、夫役以外の公事に相当する雑公事や雑役に相当する在家役を賦課して自己のものにする例が見られた。最後に名田として成立しなかった散田であり、収穫が少なくて耕作民が雑役の負担能力に欠けていたことによるものであった。